# アレクサンダー・ケルナー

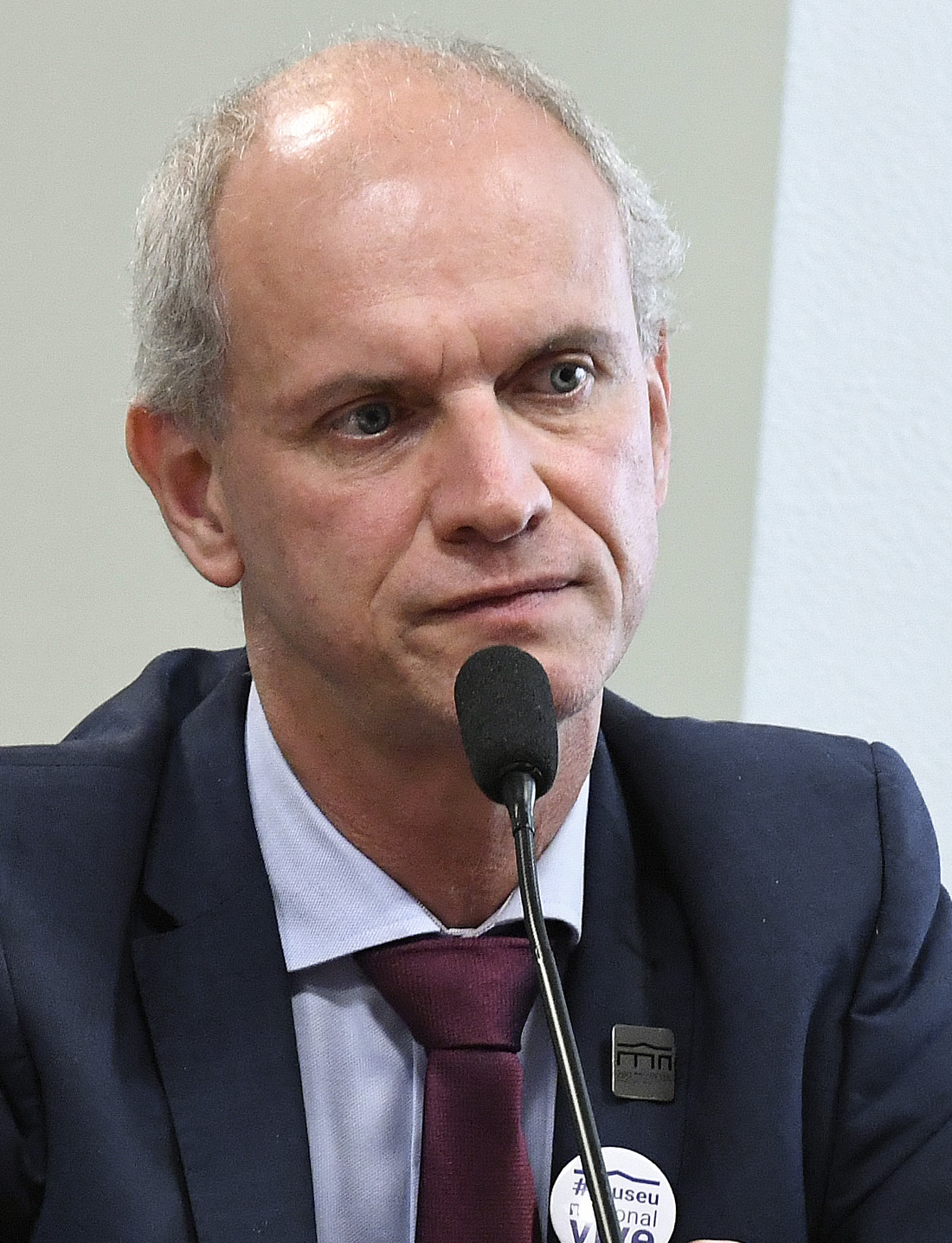
Alexander Kellner.

アレクサンダー・ケルナー（ドイツ語: Alexander Wilhelm Armin Kellner、1961年9月26日 - ）は、ブラジルの古生物学者で、翼竜研究の分野で指導的な位置にいる。

## 来歴
ケルナーはリヒテンシュタイン公国のファドゥーツで生まれ、幼少時に両親と共にブラジルに移り、その後ブラジルに帰化した。リオデジャネイロのEscola Corcovadoで初等教育と中等教育を受ける。1981年にリオデジャネイロ連邦大学 (UFRJ) で地質学の勉強を始める。学生の立場で彼はすぐに古脊椎動物、特にサンタナ累層産の翼竜標本の研究に携わるようになり、80年代後半にはその分野に関した多くの論文を発表することになる。1991年に UFRJ で地質学の理学修士号を取り、アメリカ自然史博物館のjoint programにて、1994年に M. Phil. を、1996年に Ph.D. をニューヨークのコロンビア大学で取得した。1997年にはブラジル最大の大学である UFRJ の一部となっているブラジル国立博物館の教授となった。彼はまたその研究施設において地質学・古生物学部門のキュレーターにもなっている。1998年から2001年にかけて彼はその部門の部門長を務め、2008年からは動物学の大学院過程を指導している。ケルナーはまたブラジル科学アカデミー (Brazilian Academy of Sciences) の公式出版物である"Annals of the Brazilian Academy of Sciences" の主任編集者でもある。
彼の仕事の重要な部分として化石爬虫類、特に翼竜の研究があり、1995年にピッツバーグで "Pterosaur Workshop"（翼竜研究会）を組織したり、1996年にアメリカ自然史博物館で開かれた最初の翼竜シンポジウムを主催したりした。さらに彼は、第31回国際地学会議（リオデジャネイロ　2000年）や第2回ラテンアメリカ古脊椎動物学会議（リオデジャネイロ　2005年）のようなブラジルにおけるいくつかの科学会議の開催に関わっている。
ケルナーは世界中のあらゆる場所への古生物学調査隊を組織・参加しており、目的地はマットグロッソ州、リオグランデ・ド・スル州、セアラ州などのブラジル国内、チリのアタカマ砂漠、イランのケルマーン、中国遼寧省の有名な堆積層、さらには南極のジェイムズ・ロス島まで多岐にわたる。
ケルナーは彼の名で500を超える著作（要約や一般科学記事を含む）を発表しており、160以上の主要研究に加え2冊の一般向書物 "Pterossauros - os senhores do céu do Brasil " 『翼竜：ブラジルの空の支配者』と "Na terra dos titãs" 『巨人の土地にて』（小説）も書いている。彼はまた "Antarctica - a summer of 70 million years; Dinosaur Hunters" のような化石を扱ったドキュメンタリーにも関わっている。
彼の科学的業績に対していくつかの栄誉が与えられており、1996年にはブラジル科学アカデミーのメンバーに選ばれている。彼はまたニューヨーク古生物学会とチリ古生物学会の名誉会員であり、アメリカ自然史博物館と中国科学院古脊椎動物古人類研究所 (Institute of Vertebrate Paleontology and Paleoanthropology, IVPP) の助手でもある。
教育者として15人を超える大学院生を指導してきただけでなく、ケルナーは一般大衆への科学知識の普及にも精力的な活動を見せている。1999年に博覧会"No Tempo dos Dinossauros"（恐竜の時代）を開催したが、この博覧会はブラジルの一般社会に対して化石研究への注目を集めさせたものとして、ブラジル古生物学において一つのランドマークとなっていると考えられている。2006年にはブラジルで初めてとなる大型恐竜化石（竜脚類のマシャカリサウルス）の組立骨格展示を行い、このことでブラジル議会から表彰されている。2004年からはブラジル科学発展学会 (Sociedade Brasileira para o Progresso da Ciência) のプロジェクトであるオンラインサイト"Ciência Hoje On Line" において毎月コラムを執筆している。
化石の研究だけでなく、ケルナーは翼竜について系統における分岐学的研究のように重要な理論的研究も行っている。この分野において、彼は独自の系統モデル、独自のクレード用語と命名規則をもつ、ブラジルにおける特筆すべき翼竜研究学派の創始者である。競合するモデル・命名法は英国の有力な翼竜研究者デイヴィッド・アンウィン (David Unwin) がもたらしている。
彼の業績に対していくつかの栄誉・賞が与えられている。The World Academy of Sciences から TWAS Prize の地球科学賞、ブラジル政府による最も栄誉のある勲章の一つである "Ordem Nacional do Mérito Científico" などである。

## ケルナーによって名付けられた種リスト
ケルナーの科学的業績には、血管や筋繊維などの軟組織がどんな恐竜化石よりも良く保存されていたサンタナラプトル（1996年、1999年）や、翼竜の体温調節においてその鶏冠が使用されたのではないかという新しい仮説を確立したタラソドロメウス（2002年　Diogenes de Almeida Campos との共著）など、30種以上の記載論文がある。
ケルナーによって記載・命名された新種の全リストを以下に示す。他の研究者との共著も含む。
- Brasileodactylus araripensis Kellner, 1984 　【爬虫類、翼竜】
- Anhanguera blittersdorffi Campos & Kellner, 1985 　【爬虫類、翼竜】
- Oshunia brevis Wenz & Kellner, 1986 　【魚類、Halecomorphi】
- Caririsuchus camposi Kellner, 1987 　【爬虫類、ワニ類】
- Tupuxuara longicristatus Kellner & Campos, 1988 　【爬虫類、翼竜】
- Tapejara wellnhoferi Kellner, 1989 　【爬虫類、翼竜】
- Tupuxuara leonardii Kellner & Campos, 1994 　【爬虫類、翼竜】
- Angaturama limai Kellner & Campos, 1996 　【爬虫類、恐竜】
- Ongghonia dashzevegi Kellner & McKenna, 1996 　【哺乳類、レプティクティス科】
- Tupandactylus imperator (Campos & Kellner, 1997) 　【爬虫類、翼竜】
- Siroccopteryx moroccensis Mader & Kellner, 1999 　【爬虫類、翼竜】
- Gondwanatitan faustoi Kellner & Azevedo, 1999 　【爬虫類、恐竜】
- Santanaraptor placidus Kellner, 1999 　【爬虫類、恐竜】
- Anhanguera piscator Kellner & Tomida, 2000 　【爬虫類、翼竜】
- Stratiotosuchus maxhechti Campos, Suarez, Riff & Kellner, 2001 　【爬虫類、ワニ類】
- Thalassodromeus sethi Kellner & Campos, 2002 　【爬虫類、翼竜】
- Pycnonemosaurus nevesi Kellner & Campos, 2002 　【爬虫類、恐竜】
- Kaikaifilusaurus calvoi Simón & Kellner, 2003. 　【爬虫類、ムカシトカゲ目】
- Unaysaurus tolentinoi Leal, L.A., Azevedo, S.A., Kellner, A.W.A. & Rosa, Á.A.S., 2004 　【爬虫類、恐竜】
- Unenlagia paynemili Calvo, J.O., Porfiri, J. &  Kellner, A.W.A., 2004 　【爬虫類、恐竜】
- Feilongus youngi Wang, Kellner, Zhou & Campos, 2005 　【爬虫類、翼竜】
- Nurhachius ignaciobritoi Wang, Kellner, Zhou & Campos, 2005 　【爬虫類、翼竜】
- Baurutitan britoi Kellner, A.W.A., Campos, D. A., Trotta, M. N. F. 2005 　【爬虫類、恐竜】
- Trigonosaurus pricei Campos, D.A., Kellner, A.W.A., Bertini, R.J., Santucci, R.M. 2005 　【爬虫類、恐竜】
- Caririemys violetae Oliveira, G.R. & Kellner, A.W.A. 2007 　【爬虫類、カメ類】
- Gegepterus changi Wang, Kellner, Zhou & Campos, 2007 　【爬虫類、翼竜】
- Futalognkosaurus dukei Calvo, J.O., Porfiri, J., González-Riga, B.J. & Kellner, A.W.A., 2007 　【爬虫類、恐竜】
- Nemicolopterus crypticus Wang, Kellner, Zhou & Campos, 2008 　【爬虫類、翼竜】
- Guarinisuchus munizi Barbosa, Kellner & Viana, 2008 　【爬虫類、ワニ類】
- Hongshanopterus lacustris Wang, Zhou, Campos & Kellner, 2008 　【爬虫類、翼竜】
- Coringasuchus anisodontis Kellner, A.W.A., Pinheiro, A.E.P., Azevedo, S.A.K., Henriques, D.D.R., Carvalho, L.B. & Oliveira, G. 2009 　【爬虫類、ワニ類】
- Wukongopterus lii Wang, Kellner, Jiang, Meng 2009 　【爬虫類、翼竜】
- Dawndraco kanzai, Kellner 2010 　【爬虫類、翼竜】
- Geosternbergia maysei, Kellner 2010 　【爬虫類、翼竜】
- Europejara olcadesorum, Vullo, Marugán-Lobón, Kellner, et al. 2012 　【爬虫類、翼竜】
- Caupedactylus ybaka, Kellner 2013 　【爬虫類、翼竜】
- Caiuajara dobruskii, Manzig, Kellner, et al. 2014 　【爬虫類、翼竜】
- Austriadraco, Kellner 2015 　【爬虫類、翼竜】
- Bergamodactylus, Kellner 2015 　【爬虫類、翼竜】